# Прелюд и фуга
Прелюд и фуга е двучастно циклично произведение, основано на единството и контраста между двете части. Възниква и се развива в музиката на XVII в. и е свързан с практиката на старата органна музика. Този цикъл съчетава свободната импровизация на прелюда със строгата уравновесеност на фугата. Това са два противоположни принципа на музикалното мислене, които се допълват взаимно и образуват интересното двуединство „прелюд-фуга“, което в творчеството на Йохан Себастиан Бах достига голямо съвършенство.

## Особености на прелюда и фугата
Прелюдът се отличава със свободно импровизационно развитие, близко в някои случаи до построенията „ad libitum“. Тази импровизационност се корени в старите традиции на инструменталната народна музика. Бах създава стройност в тематичната логика на прелюда, който в повечето случаи има ясна структура. В развитието му са залегнали някои принципи на полифоничната музика. Това създава близост с някои полифонични форми, на първо място с инвенциите. Но за разлика от тях прелюдите се изграждат по-свободно и с по-разнообразни фактурни седства. Тук фактурата предимно е хомофонна, но се срещат и прелюди, в които полифонията играе съществена роля като формообразуващ фактор. 
Прелюдите имат формата на широко развит период, старинна двуделна форма, старинна сонатна форма и др. В повечето случаи формата на прелюда е безрепризна. Това създава тежнение към следващата фуга, подчертава ролята ѝ на централна част в цикъла. Между прелюда и фугата в повечето случаи няма пряка тематична връзка. Изключения от рода на Прелюд и фуга в си мажор из I том на „Добре темперирано пиано“ от Бах се срещат рядко.
Фугата е централната част на формата, която се отличава със стройната си логика, строгост и уравновесеност на формата. Фугите са разнообразни по своята структура. Най-много са разпространени фугите с репризна триделна форма, в която са оформени основните логически етапи: начален – фугова експозиция, която съдържа провеждане на темата във всички гласове; реперкусио, или среден дял на фугата, където има провеждания на темата в подчинени тоналности и където може да се развият разработъчни процеси; развиващ – заключителен раздел на фугата, където има провеждания на темата в главната тоналност. В заключителния раздел почти винаги се появява субдоминантовото наклонение, което като конструктивен принцип се среща във всички по-късно появяващи се сложни форми, в това число и сонатната форма.
Фугите могат да имат разнообразен строеж, по-рядко се пишат в старинна двуделна форма, а в някои случаи и по-сложна структура. Във фугата постепенно съзряват принципите на сонатността и сложни фуги като тази в до-диез минор из I том на „Добре темперирано пиано“ на Бах с развит контрастен тематизъм са далечни предшественици на сонатната форма.